# Pantoclis obliterata
Pantoclis obliterata is een vliesvleugelig insect uit de familie van de Diapriidae. De wetenschappelijke naam van de soort is voor het eerst geldig gepubliceerd in 1907 door Kieffer.